# Olokhan Musayev
Olokhan Musayev ( en azéri : Oloxan İsa oğlu Musayev ; né le 30 mai 1979 à Katekh, district de Balaken) est un athlète représentant l'Azerbaïdjan aux Jeux paralympiques. 

## Activité sportive
En août 2008, Olokhan Musayev participe aux XIIIes Jeux paralympiques d'été organisés en Chine. Olokhan Musayev remporte la médaille d'or au tournoi de lancer du poids  avec un résultat de 12,48 mètres.
Olokhan Musayev participe aux XIVes Jeux paralympiques d'été organisés à Londres, au Royaume-Uni, en août 2012. Il prend la 8ème place au tournoi de lancer du poids avec un résultat de 11,92 mètres, et remporté la 4ème place au tournoi de lancer du disque avec un résultat de 40,77 mètres.
Olokhan Isa oghlu Musayev reçoit un diplôme honorifique du président de l'Azerbaïdjan Conformément au décret du président azerbaïdjanais Ilham Aliyev du 2 février 2016, à l'occasion du 20e anniversaire de la création du Comité national paralympique d'Azerbaïdjan. 
Olokhan Musayev participe aux 15e Jeux paralympiques d'été organisés à Rio de Janeiro, au Brésil, en septembre 2016 et prend la 4e place au tournoi de lancer du disque avec un résultat de 40,92 mètres.
Plus tard, Olokhan Musayev participé aux XVIes Jeux paralympiques d'été organisés au Japon en août 2021. Olokhan Musayev, qui remporte la 5ème place au tournoi de lancer du poids avec un résultat de 11,88 mètres, remporte la 7ème place au tournoi de lancer du disque avec un résultat de 37,92 mètres.
En juillet 2023, il prend la 4ème place au lancer du poids aux Championnats du monde à Paris, remportant ainsi la première licence de l'Azerbaïdjan pour les Jeux Paralympiques de 2024 à Paris.